# Leyerbach
| Zuläufe und Bauwerke \| Leyerbach \| Leyerbach \| Leyerbach \| \| ---------------------- \| --------- \| ----------------------- \| \| Legende \| \| \| \| Wuppertal \| \| Wuppertal \| \| \| \| \| \| \| \| Linker Zulauf Leyerbach \| \| \| \| \| \| Freilegung am \| \| Ascheweg (Ronsdorf) \| \| \| \| \| \| \| \| \| \| \| \| \| \| Hüttensiefen \| \| \| \| \| \| \| \| \| \| \| \| \| \| Kläranlage \| \| Mühlenbach \| \| \| \| \| \| Kottsiepen \| \| \| \| Bach am Blaffertsberg \| \| \| \| Remscheid \| \| Wüster Siefen 1 \| \| \| \| Wüster Siefen 2 \| \| \| \| Lenhartzhammer Siefen \| \| \| \| \| \| Klausener Bach \| \| Halbachsiefen \| \| Leyermühle \| \| \| \| Bornscheider Siefen \| \| Zulauf Hilbertshammer1 \| \| \| \| \| \| \| \| Hilbertshammer \| \| \| \| \| \| \| \| \| \| Stursberger Siefen \| \| \| \| \| \| \| \| Kranenhollbach \| \| \| \| \| \| \| \| \| \| Birgdensiefen \| \| \| \| \| \| \| \| Farrenbracken \| \| \| \| \| \| \| \| \| \| \| \| Morsbach \| \| \| |  |                         |
| Leyerbach |  |                         |
| Legende |  |                         |
| Wuppertal |  | Wuppertal               |
| |  |                         |
| |  | Linker Zulauf Leyerbach |
| |  |                         |
| Freilegung am |  | Ascheweg (Ronsdorf)     |
| |  |                         |
| |  |                         |
| |  |                         |
| Hüttensiefen |  |                         |
| |  |                         |
| |  |                         |
| |  | Kläranlage              |
| Mühlenbach |  |                         |
| |  | Kottsiepen              |
| |  | Bach am Blaffertsberg   |
| |  | Remscheid               |
| Wüster Siefen 1 |  |                         |
| Wüster Siefen 2 |  |                         |
| Lenhartzhammer Siefen |  |                         |
| |  | Klausener Bach          |
| Halbachsiefen |  | Leyermühle              |
| |  | Bornscheider Siefen     |
| Zulauf Hilbertshammer1 |  |                         |
| |  |                         |
| Hilbertshammer |  |                         |
| |  |                         |
| |  | Stursberger Siefen      |
| |  |                         |
| |  | Kranenhollbach          |
| |  |                         |
| |  |                         |
| Birgdensiefen |  |                         |
| |  |                         |
| Farrenbracken |  |                         |
| |  |                         |
| |  |                         |
| Morsbach |  |                         |

Der Leyerbach ist ein Gewässer, das in Wuppertal-Ronsdorf entspringt und bei Remscheid-Haddenbach in den Morsbach mündet. Der Leyerbach besitzt keine einzelne Quelle, sondern wird durch mehrere Quelltöpfe gespeist, die teilweise nur nach entsprechenden Niederschlägen aktiv sind.
Eine Gaststätte nahe den Quellen trägt den irreführenden Namen Zur Morsbachquelle. Die Verrohrung des Baches im Oberlauf (nachdem er zuvor einige kleine Teiche gespeist hat) wurde mittlerweile im Bereich Ascheweg/Am Stadtbahnhof wieder rückgängig gemacht, so dass er hier als ‚Stadtbach‘ verläuft und für ein gewisses Flair sorgt.
Im Oberlauf wurde auch der Name Ronsdorfer Bach genannt, ab dem Zusammenfluss mit dem Lüttringhauser Bach an der Leyermühle oder Halbacher Mühle bei Halbach wird er als Leyerbach, manchmal auch als Halbacher Bach bezeichnet.

## Industrielle Bedeutung
Am Bachlauf befinden sich viele historische Hammerwerke und Kotten, die von der ehemals wichtigen industriellen Funktion des Leyerbachs zeugen. Um 1800 wurden noch elf Hammerwerke und neun Schleifkotten betrieben, unter ihnen der Wüsterhammer, der wegen der Erstellung eines Regenhaltebeckens abgerissen wurde. Zwischen Haddenbach und Halbach gab es zahlreiche Raffinierstahlhämmer, unter ihnen in der „Hormcke“, am „Hormckebech“ (Haddenbach) sowie unterhalb des Goldenbergs.
Zuletzt in Betrieb war der Leyerhammer, nach seinen Besitzern auch „Stursbergs Hammer“ und „Hilbertshammer“ genannt, der von den Stahlwerken Grimm gelegentlich nur noch zu Ausbildungszwecken genutzt wird. Ab und zu finden hier auch Schmiedevorführungen statt, nachdem man vorher einige Tage lang das Wasser im Hammerteich aufgestaut hat. Zusammen mit den Betrieben an Morsbach, Eschbach und Lobach bildeten die Hammerwerke ein Zentrum der Industrie im Bergischen Land.

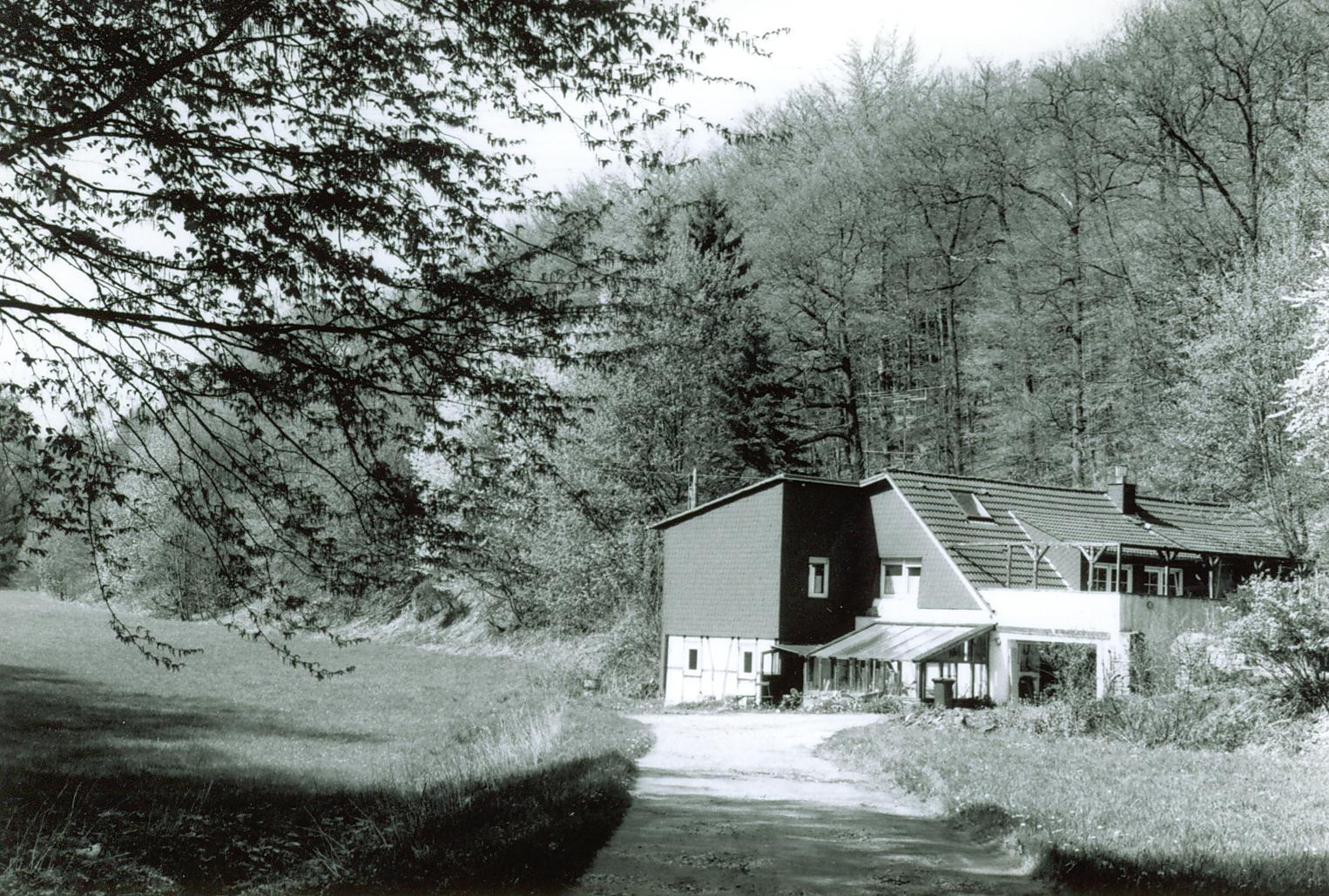
Ehemaliger Wüsterhammer
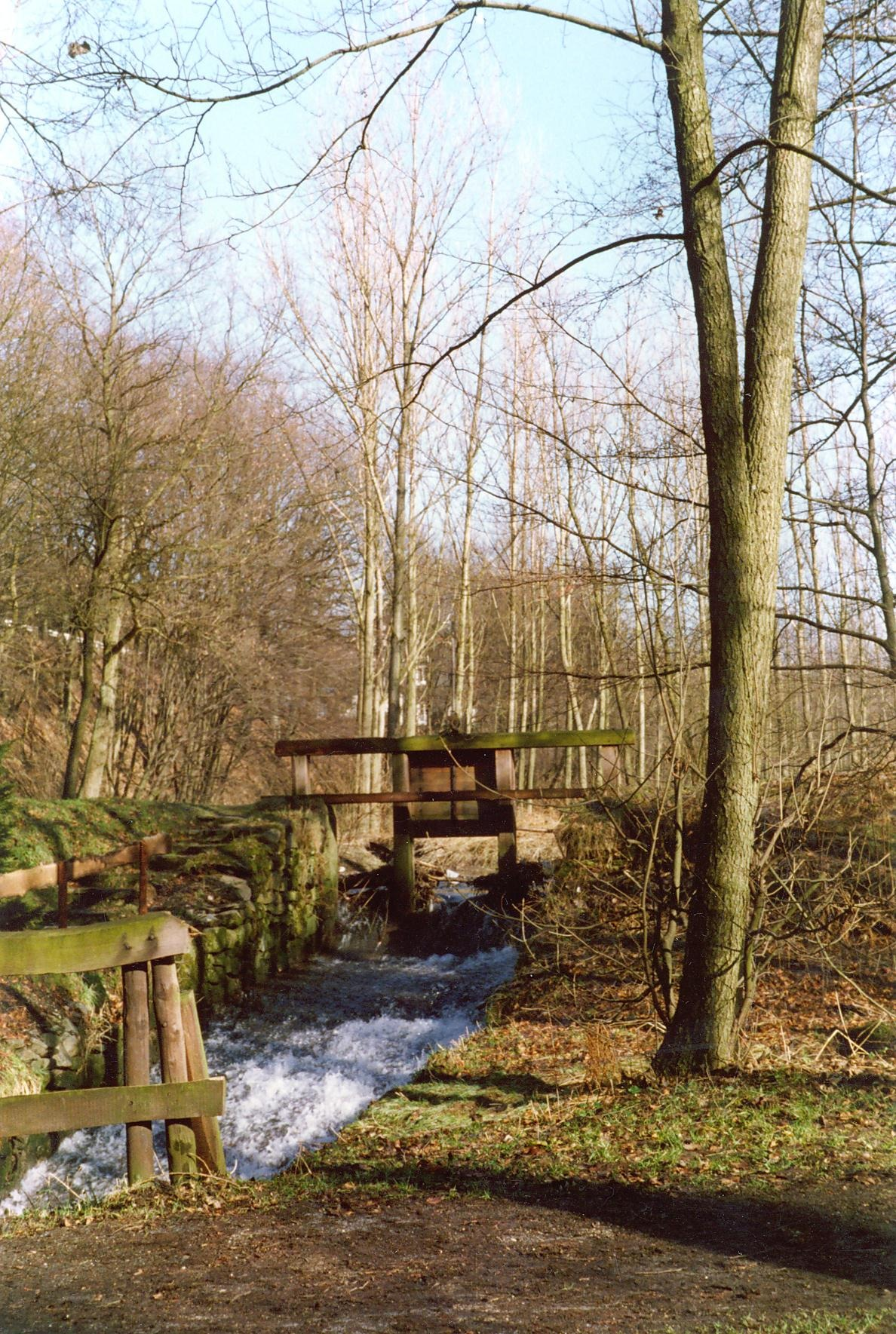
Stursbergs Hammer Wehr
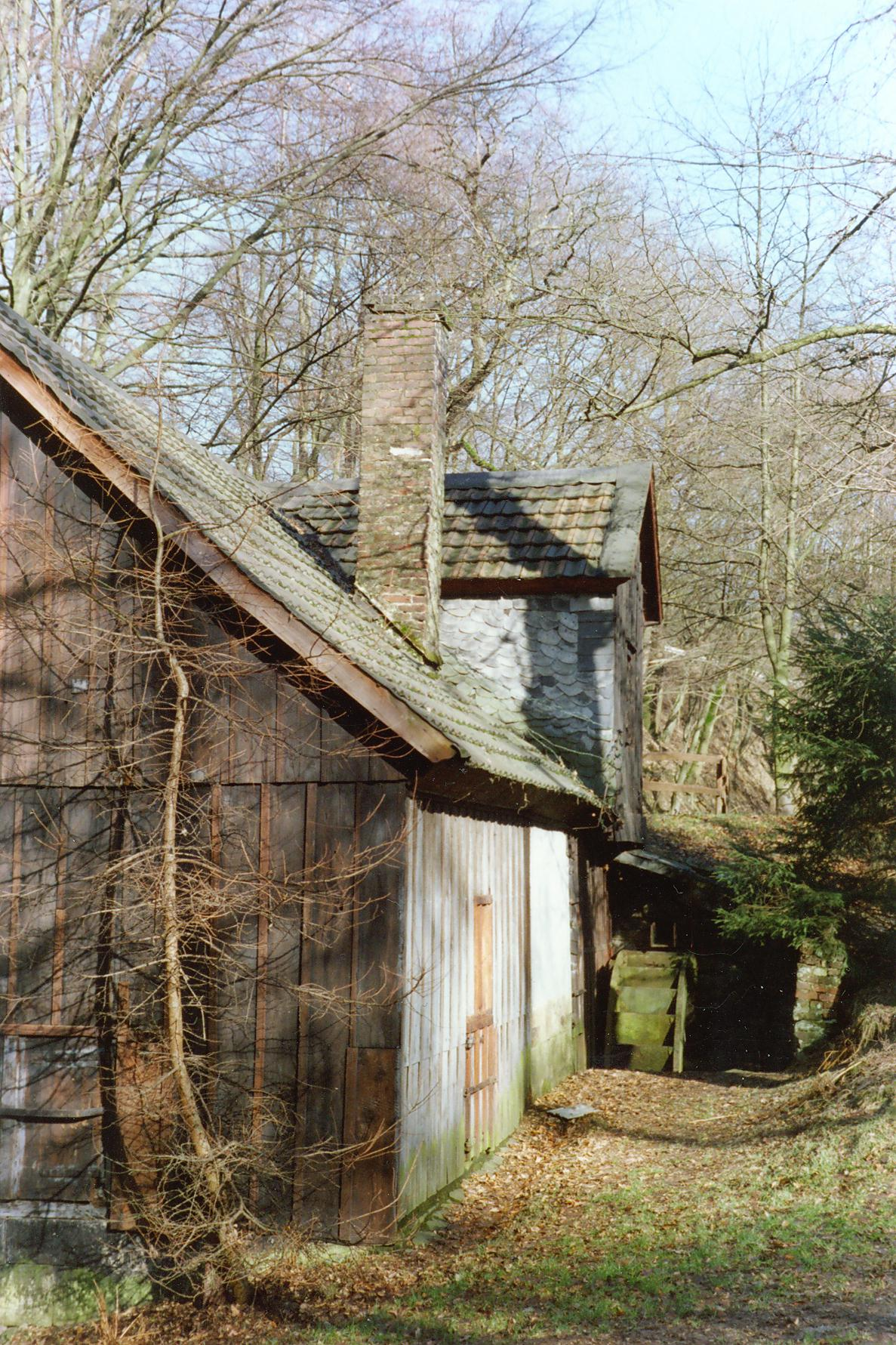
Stursbergs Hammer Kotten
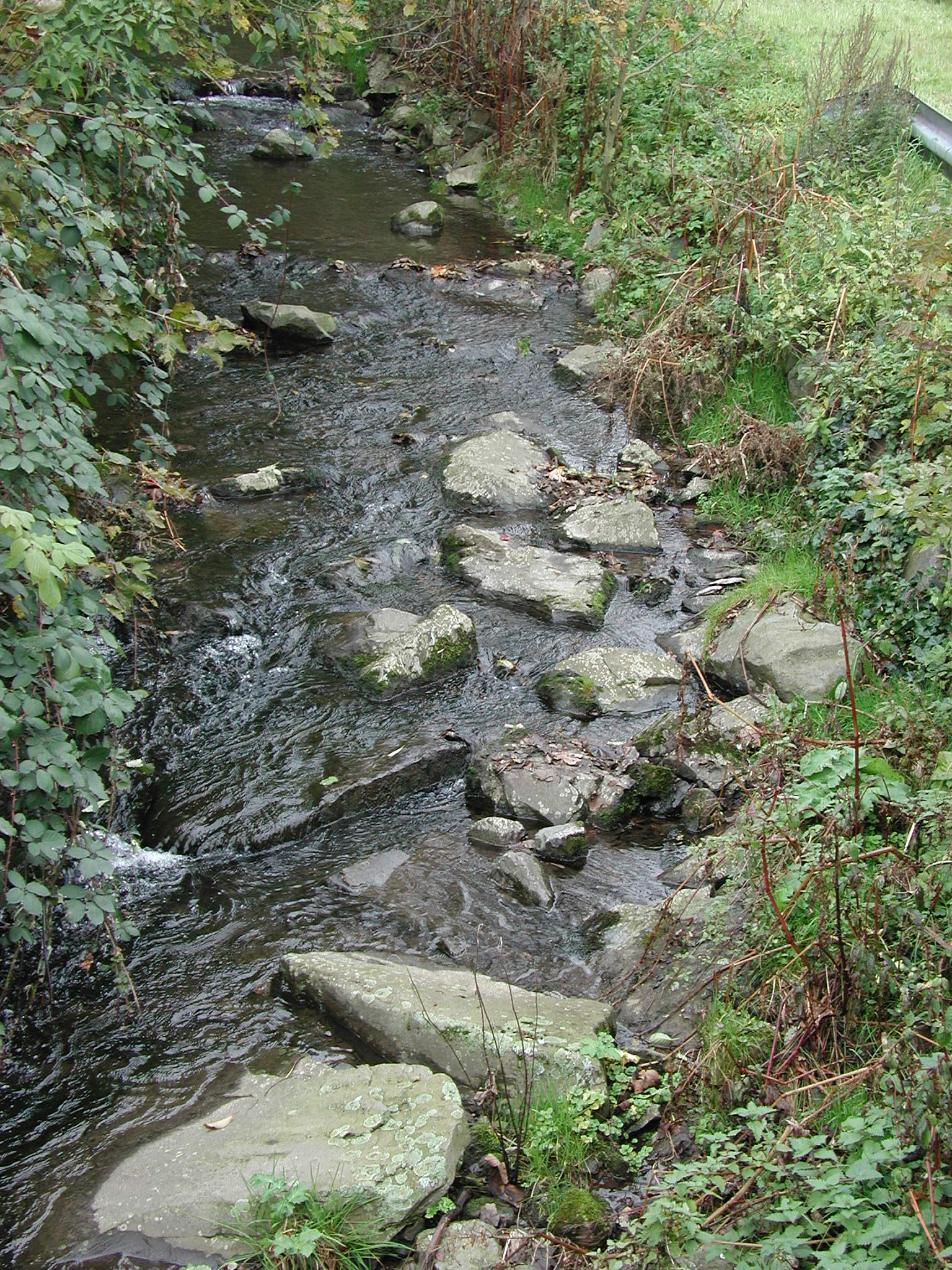
Bett des Leyerbachs an der Leyermühle